# Roald Amundsen
Roald Engelbregt Gravning Amundsen (Borge, 16 luglio 1872 – Mar Glaciale Artico, 18 giugno 1928) è stato un esploratore norvegese delle regioni polari. Condusse la prima spedizione capace di raggiungere il Polo sud nel 1911-1912.

## Le prime imprese
Nacque a Borge, un piccolo villaggio 85 chilometri a sud di Oslo (oggi comune di Fredrikstad), da una famiglia di armatori e comandanti. A 21 anni scelse di abbandonare gli studi in medicina e di assecondare la passione per le esplorazioni. Prese parte ad alcune spedizioni nell'Artico e si applicò nel perfezionare le proprie capacità con lo sci di fondo nel clima norvegese e l'apprendimento delle tecniche di navigazione in acque polari per l'acquisizione dei titoli per potersi imbarcare da ufficiale e poi da comandante su navi destinate in quelle aree della Terra per scopi esplorativi e scientifici.
Partecipò alla prima spedizione invernale nell'Antartide condotta dal belga Adrien de Gerlache, che si svolse tra il 1897 ed il 1899 a bordo della RV Belgica, come primo ufficiale, della quale assunse il comando, insieme a Frederick Cook, medico di bordo, allorché, a causa dello scorbuto, de Gerlache e il suo comandante in seconda non furono più in grado di svolgere il loro ruolo. Durante questa spedizione la nave rimase intrappolata per quasi un anno nel mare di Bellingshausen, al largo della Penisola Antartica, il che rese l'equipaggio il primo a trascorrere un intero inverno nelle acque antartiche.
Amundsen diede poi prova del suo valore guidando la spedizione che nel 1905-1906 a bordo della nave Gjøa compì la prima traversata del passaggio a nord-ovest, dalla baia di Baffin allo stretto di Bering. La missione ottenne anche un altro importante risultato scientifico riuscendo a determinare la posizione del polo magnetico boreale.

## La conquista del polo sud
Amundsen, dopo aver confermato l'esistenza del passaggio a nord-ovest, organizzò una spedizione con lo scopo di arrivare per primo al Polo nord. Quando però prima Frederick Cook e poi Robert Peary reclamarono la vittoria nella competizione artica, Amundsen decise di rivolgere le sue attenzioni al Polo sud, ancora inviolato, preferendo però non dichiarare pubblicamente le sue intenzioni e tenendo all'oscuro persino il resto dell'equipaggio che sarebbe dovuto partire con lui per la missione.
Nell'agosto del 1910 salpò a bordo della Fram dalla Norvegia per raggiungere Madeira nell'Oceano Atlantico, dove comunicò all'equipaggio il cambiamento dei piani. L'annuncio sorprese i membri della spedizione, ma nessuno decise di tirarsi indietro. Amundsen annunciò pubblicamente il cambio di programma, e la notizia fece molto scalpore sia in Norvegia che nel Regno Unito, che si apprestava a seguire la ampiamente pubblicizzata spedizione di Robert Falcon Scott, dove la notizia fu male accolta e aspramente criticata.
La Fram raggiunse la Baia delle Balene, al limite della zona ghiacciata del Mare di Ross, la Barriera di Ross, ed entro la fine di gennaio 1911 l'equipaggio terminò la costruzione della Framheim, la base della spedizione, e si procacciò una quantità sufficiente di cibo, circa 200 foche. Nelle settimane seguenti iniziò il lavoro di esplorazione e collocamento dei depositi di cibo lungo il tragitto verso il Polo. L'operazione consisteva nel caricare le slitte con viveri e strumentazioni, viaggiare per diversi chilometri lungo la Barriera di Ross, lasciando il materiale, in modo da poter partire più leggeri e avere basi di appoggio per ogni evenienza.
Dopo una falsa partenza, la spedizione partì il 19 ottobre. Dopo circa un mese di viaggio a tappe forzate, il gruppo raggiunse il margine della Barriera e iniziò ad affrontare l'attraversamento dei monti Transantartici, la catena montuosa che divide l'Antartide occidentale da quella orientale con elevazione massima oltre i 4.500 metri. Raggiunsero una cresta del ghiacciaio a 3.200 metri e si prepararono per l'ultima fase del tragitto verso il Polo Sud.
Amundsen, insieme a Olav Bjaaland, Helmer Hanssen, Sverre Hassel e Oscar Wisting, arrivò al polo sud il 14 dicembre 1911, 35 giorni prima della spedizione guidata da Scott. Dal momento che nessuna delle due spedizioni aveva portato con sé il troppo ingombrante telegrafo senza fili, l'unica apparecchiatura che avrebbe consentito loro di comunicare direttamente dal Polo, il successo della spedizione di Amundsen fu reso noto solo il 7 marzo 1912.
Amundsen raccontò il suo viaggio nel libro The South Pole: An Account of the Norwegian Antarctic Expedition in the Fram, 1910-1912.

## L'esplorazione del polo nord
Amundsen tentò di raggiungere anche il Polo nord: provò dapprima con gli idrovolanti, ma fallì. Disilluso dagli aeroplani, Amundsen si convinse che il volo intercontinentale passante sopra al Polo Nord fosse possibile con un dirigibile. Così, dopo delle trattative con il governo italiano, Amundsen e il finanziatore dell'impresa Lincoln Ellsworth ottennero un'aeronave.
Il Norge si levò in volo dalle Spitsbergen l'11 maggio 1926: a bordo vi erano: Amundsen, Ellsworth e Umberto Nobile, il progettista e pilota del dirigibile, cinque meccanici italiani e otto marinai norvegesi. All'ora 1 e 25' del giorno successivo, il gruppo lasciò cadere sul Polo Nord le bandiere dei loro stati di appartenenza (norvegese, statunitense e italiana), e il 14 maggio, atterrarono nel piccolo villaggio di Teller, in Alaska, vicino a Nome, dopo aver percorso 5.426 km in circa 72 ore. Furono i primi a compiere un volo dall'Europa all'America.  

## La morte

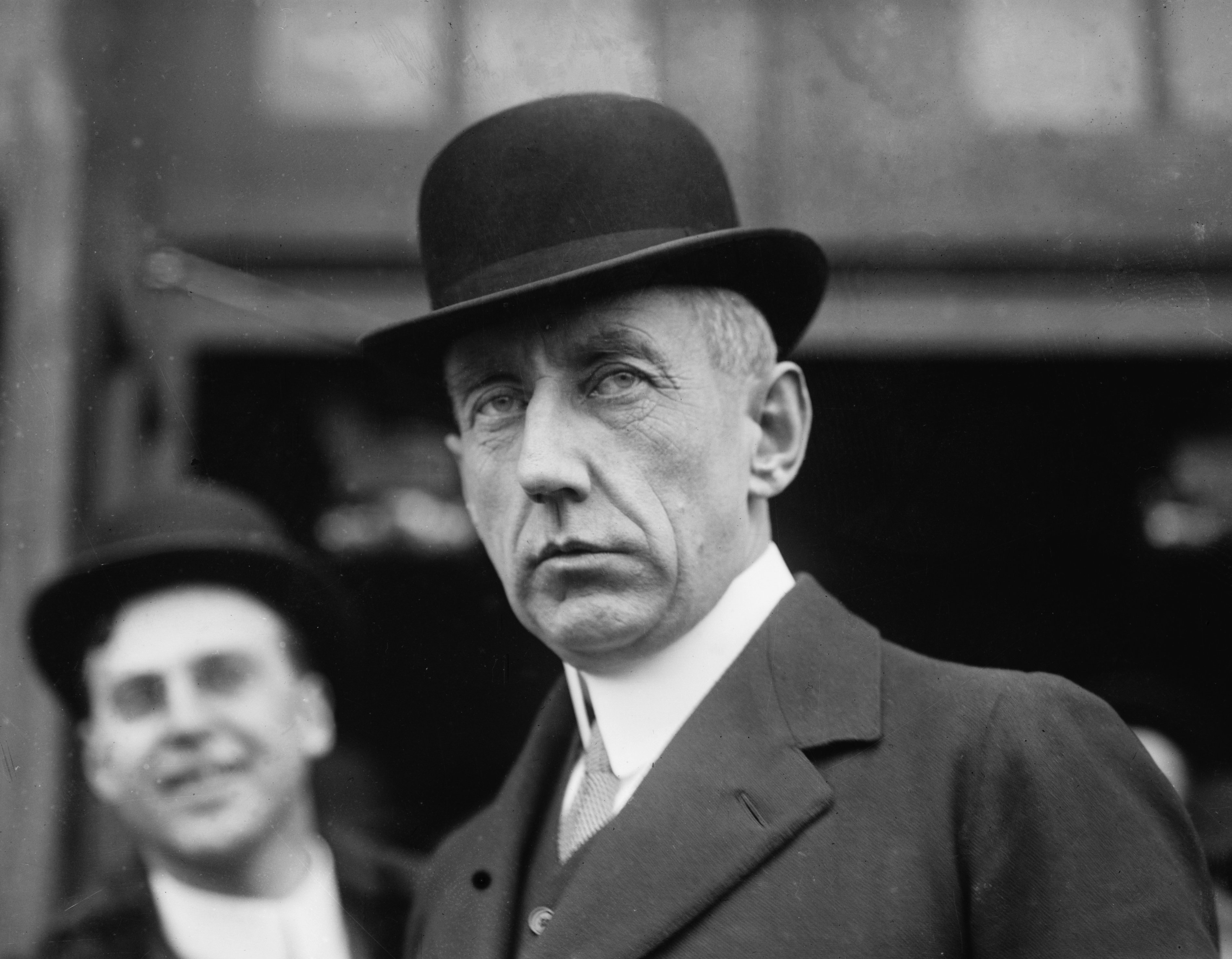
Amundsen nel 1913

Dopo essere stato informato dell'incidente del dirigibile Italia a bordo del quale si trovavano l'esploratore italiano Umberto Nobile e il suo equipaggio, il 18 giugno 1928 Amundsen salì a bordo dell'idrovolante francese Latham 47 e andò generosamente in loro soccorso, nonostante le forti discussioni avute con l'italiano riguardo ai meriti della precedente avventura aeronautica con il dirigibile N1-Norge. Durante le ricerche, effettuate sopra i cieli del Mare Glaciale Artico, il mezzo scomparve nelle acque del mare di Barents senza mai essere ritrovato. Le numerose ricerche non ebbero alcun esito.
Alcuni mesi più tardi, piccole parti del suo aeroplano (due galleggianti sub-alari) furono ritrovate a nord delle coste della Norvegia, ma non il corpo dell’esploratore.

### Nella cultura
- Lo scrittore Roald Dahl, anch'egli di origini norvegesi, ricevette il proprio nome di battesimo proprio in omaggio all'esploratore.
- Amundsen fu impersonato dall'attore Sean Connery nel film La tenda rossa.
- Dalla spedizione del dirigibile Norge al Polo Nord è stato tratto il film d'animazione norvegese del 2022 Titina
- In uno degli album del compositore italiano Stefano Ianne (Elephant, 2008) è presente un'opera sinfonica dal titolo Amundsen, dedicata al celebre esploratore e eseguita da 50 elementi orchestrali de I pomeriggi musicali di Milano e diretta dal maestro Valter Sivilotti.
- Le vicende dell'esploratore e la sua competizione con Robert Falcon Scott per la conquista del polo sud hanno ispirato la canzone La regale sopravvivenza di Roald Amundsen e l'elegante morte bianca di R. F. Scott, scritta e interpretata dal cantautore Giuseppe Cutrò.

### Ricordo
- Il nome di Amundsen è stato conferito ad un tratto del Mare Antartico, compreso tra l'isola di Thurston e Capo Dart, ad un ghiacciaio, ad una stazione polare, ad un cratere lunare e all'asteroide 1065 Amundsenia.
- Una nuova struttura scientifica italiana, la Amundsen-Nobile Climate Change Tower installata a Ny-Ålesund, porta il suo nome, affiancato a quello di Umberto Nobile.
- All'esploratore norvegese è anche dedicata una scuola in Italia: l'Isis Nobile-Amundsen sito in Lauro (AV), luogo di nascita dell'ingegnere italiano.[2]

## Pubblicazioni
- Il Passaggio Nord-Ovest. La mia spedizione polare sulla Gjøa, Milano, Fratelli Treves, 1908, SBN CUB0019229.
- La conquista del Polo Sud. La spedizione norvegese della Fram verso il Polo Australe 1910-1912, Milano, Fratelli Treves, 1913, SBN TO00130800.